# Trigo Limpio
Trigo Limpio fue un trío de folk español nacido en 1975, integrado en principio por Iñaki de Pablo, Luis Carlos Gil y Amaya Saizar. En 1979 la cantante Amaya abandona el grupo y se incorpora Patricia Fernández Goberna.

## Trayectoria artística
Comienzan en julio de 1975 cuando firman su primer contrato profesional con el sello discográfico Philips. Los primeros años transcurrieron en el movimiento "neofolk". A esa época pertenecen éxitos como "Muñeca", "Pequeño Juan", "Adiós mamá", "Txikita" o "Celtibérico".
A pesar de la aceptación y popularidad de algunos de sus temas, todos ellos de composición propia del grupo, en particular de Iñaki de Pablo, es en 1977 cuando comienzan su etapa más importante al representar a España en el Festival OTI, consiguiendo un brillante tercer lugar con la canción "Rómpeme, mátame" de Juan Carlos Calderón, quien se encargaría de la composición y producción hasta el abandono de Amaya en 1979. Fueron también suyos temas del grupo como "Cinco canas más" y "María Magdalena".
En 1979 Amaya Saizar decide iniciar su carrera en solitario abandonando el grupo. Con la incorporación de Patricia Fernández Goberna en 1980 son elegidos para representar a España en el Festival de Eurovisión, lo que les da a conocer en Latinoamérica. Graban en los EE. UU. el disco LP Entrañablemente en los estudios "Criteria Recording" (Miami), presentando conciertos en  Chicago, Dallas, San Antonio, Houston, Miami o Los Ángeles. 
Pasaron temporadas en México con presentaciones en directo, conciertos en teatros y apariciones en TV. Fueron sus representantes, pertenecientes al grupo Televisa, los que coordinaban todo su trabajo. Con la presencia de Patricia, Iñaki y Carlos en México las canciones de su primera época "Rómpeme, mátame", "Cinco canas más" y "María Magdalena" vuelven a sonar. Después vinieron "Te quiero para mí" y "Arena" consiguiendo respectivamente el disco de oro. Desde México cantaron en otros países latinos. Colombia y Ecuador les otorgaron los discos de oro por sus temas "Te quiero para mi" y "La locura del amor".
Con el abandono de Patricia Fernández, a finales de 1987, entra a formar parte del grupo Maite Zuazola con la que graban su último LP titulado Más. A finales de 1989 Iñaki y Carlos deciden dejar su carrera musical y en 1990 el grupo se disuelve.
Patricia Fernández falleció el 27 de septiembre de 2016. Posteriormente a 1990 otra formación musical encabezada por Amaya Saizar utiliza el nombre Trigo Limpio en sus presentaciones. 

## Premios

### Del grupo
- Tercer puesto en el Festival OTI de 1977 con la canción "Rómpeme, mátame".
- Premio al mejor grupo Romántico del año 1978, Venezuela.
- Premio al mejor grupo de habla hispana otorgado por la Revista Récord World, 1978.

### Del repertorio
- "Adiós mamá": Canción que se convierte en polémica en algunos lugares y de culto en otros. En febrero de 1977 fueron unos de los invitados de honor en el Festival de Viña del Mar. Chile.
- "Rómpeme, mátame": Número 1 en Venezuela y gran éxito en España y Latinoamérica.
- "María Magdalena": Gran éxito en España y Países Latinoamericanos, incluyendo también el área latina de los Estados Unidos. Fue versionada en Francia e Italia teniendo un gran éxito en ambos países.
- "Te quiero para mí": disco de oro en México, Colombia y Ecuador, siendo un gran éxito de ventas en el resto de Países latinoamericanos.
- "Arena": disco de oro en México, siendo un gran éxito de ventas en el resto de Países latinoamericanos.
- "La Locura del amor": Número 1 y disco de oro en Colombia y gran éxito en México, Ecuador, Perú, Honduras, Costa Rica y Guatemala.
- "Pero Dime": Éxito de ventas en España y Latinoamérica.
- "Quédate esta noche": Festival de Eurovisión 1980.
- "Sol de Verano": Éxito en España y en los primeros lugares en las listas de éxitos en emisoras de radio de México, Colombia, Ecuador y Perú.

## Discografía
- 1975 - "Muñeca" / "La balada de Andy Grange"   (Sencillo)
- 1976 - "Adiós mamá" / "Txikita (Sencillo)
- 1977 - Trigo Limpio LP.
- 1977 - "Cinco canas más" / "Aquella canción"  (Sencillo)
- 1977 - "Rómpeme, mátame" / "Yo nací en Oregón" (Sencillo)
- 1978 - Desde nuestro rincón LP.
- 1978 - "María Magdalena" / "El paria" (Sencillo)
- 1979 - "Ven a Jerusalén" / "Mi casa" (Sencillo)
- 1979 - "Pero dime" / "Vives como quieres" (Sencillo)
- 1980 - Quédate esta noche. LP.
- 1980 - "Quédate esta noche" / "De profesión bribón" (Sencillo)
- 1980 - "Qué" / "No me gusta sentirme solo" (Sencillo)
- 1981 - Caminando LP.
- 1981 - Te quiero para mí. Grandes Éxitos LP.
- 1981 - "Cantad todos al niño" / "Navidad" (Sencillo para UNICEF ) Villancicos.
- 1982 - Entrañablemente LP.
- 1983 - Como un sueño LP.
- 1984 - Hay cariño LP.
- 1984 - Sol de verano (Maxisencillo en inglés)
- 1984 - Los éxitos románticos en México LP.
- 1985 - México LP.
- 1986 - Diez años LP.
- 1986 - Hablemos claro LP.
- 1986 - "Qué me das"  (Sencillo)
- 1988 - Más LP.  1988: Los éxitos románticos México. CD.
- 1995: Grandes Éxitos Doble CD Polygram España.
- 1999: Grandes Éxitos Doble CD Ramalama.
- Todos sus sencillos y sus dos primeros álbumes en Discos Philips (1975-1984) (2xCD, Comp)